# Loose (album của Nelly Furtado)
Loose là album phòng thu thứ ba của ca sĩ người Canada Nelly Furtado, phát hành ngày 7 tháng 6 năm 2006 bởi Geffen Records và Mosley Music Group. Sau khi thử sức với pop rock và world music trong hai đĩa nhạc đầu tiên Whoa, Nelly! (2000) và Folklore (2003), Furtado muốn thực hiện một album nhạc pop để chứng minh rằng cô có thể tạo nên âm nhạc mang tính chất tinh giản hơn. Sau đó, chủ tịch của Interscope Records là Jimmy Iovine gợi ý nữ ca sĩ hợp tác với Timbaland, người từng sản xuất đĩa đơn "Get Ur Freak On" của Missy Elliott mà cô góp giọng trong bản phối lại và bản phối lại của đĩa đơn năm 2000 "Turn Off the Light". Loose là một bản thu âm pop kết hợp với nhiều thể loại âm nhạc khác nhau, bao gồm dance, R&B, hip hop, latin pop, synth-pop, reggaeton, new wave, funk và nhạc Trung Đông. Phần lớn album được đồng sản xuất bởi Timbaland và Danja, bên cạnh sự tham gia cộng tác từ Jim Beanz, Nisan Stewart, Lester Mendez và Rick Nowels, và Furtado cũng đồng sáng tác trong tất cả những bản nhạc. Nội dung ca từ của đĩa nhạc chủ yếu đề cập đến chủ đề về tình dục của phụ nữ mang tính chất đầy nội tâm.
Sau khi phát hành, Loose nhận được những phản ứng tích cực từ các nhà phê bình âm nhạc, trong đó họ đánh giá cao khâu sản xuất và nhấn mạnh vai trò của Timbaland trong việc đổi mới phong cách âm nhạc của Furtado. Ngoài ra, album còn nhận được nhiều giải thưởng và đề cử ở những lễ trao giải lớn, bao gồm chiến thắng tại giải Juno năm 2007 cho Album của năm và Album Pop của năm và tại giải thưởng Âm nhạc MTV Châu Âu năm 2007 cho Album xuất sắc nhất. Đĩa nhạc cũng gặt hái những thành công lớn về mặt thương mại, đứng đầu bảng xếp hạng tại Áo, Canada, Đức, Ireland, New Zealand, Ba Lan và Thụy Sĩ, đồng thời lọt vào top 10 ở hầu hết những quốc gia khác, bao gồm vươn đến top 5 ở nhiều thị trường lớn như Úc, Đan Mạch, Hà Lan, Pháp, Ý, Na Uy và Vương quốc Anh. Loose ra mắt ở vị trí số một trên bảng xếp hạng Billboard 200 tại Hoa Kỳ với 219,000 bản, trở thành album quán quân đầu tiên của nữ ca sĩ và đánh dấu doanh số tuần đầu cao nhất sự nghiệp của cô tại đây. Tính đến nay, đĩa nhạc đã bán được hơn 12 triệu bản trên toàn cầu, trở thành một trong những album của nghệ sĩ nữ bán chạy nhất lịch sử.
Tám đĩa đơn đã được phát hành từ Loose, trong đó bản phối lại của "No Hay Igual" được phát hành dưới dạng đĩa đơn trong hộp đêm tại Hoa Kỳ. "Promiscuous" được chọn làm đĩa đơn mở đường tại Bắc Mỹ, trong khi "Maneater" đóng vai trò tương tự tại Châu Âu và đều gặt hái những thành công lớn, đứng đầu các bảng xếp hạng ở nhiều quốc gia và lọt vào top 10 ở những thị trường khác. Hai đĩa đơn tiếp theo "Say It Right" và "All Good Things (Come to an End)" cũng tiếp nối những thành tích tương tự về mặt thương mại. Ngoài ra, "Promiscuous" và "Say It Right" còn đạt vị trí số một trên bảng xếp hạng Billboard Hot 100 tại Hoa Kỳ, cũng như lần lượt được đề cử giải Grammy ở hạng mục Hợp tác giọng pop xuất sắc nhất và Trình diễn giọng pop nữ xuất sắc nhất. Những đĩa đơn còn lại như "Te Busqué", "Do It" và "In God's Hands" chỉ đạt được những thành công hạn chế trên toàn cầu. Để quảng bá album, Furtado trình diễn trên nhiều chương trình truyền hình và lễ trao giải lớn, như The Ellen DeGeneres Show, Saturday Night Live, Today và giải thưởng Âm nhạc Mỹ năm 2006, đồng thời thực hiện chuyến lưu diễn Get Loose Tour (2007).

## Danh sách bài hát
| Loose – Phiên bản tại Bắc Mỹ | Loose – Phiên bản tại Bắc Mỹ                                   | Loose – Phiên bản tại Bắc Mỹ                                   | Loose – Phiên bản tại Bắc Mỹ      | Loose – Phiên bản tại Bắc Mỹ |
| STT                          | Nhan đề                                                        | Sáng tác                                                       | Sản xuất                          | Thời lượng                   |
| ---------------------------- | -------------------------------------------------------------- | -------------------------------------------------------------- | --------------------------------- | ---------------------------- |
| 1.                           | "Afraid" (hợp tác với Attitude)                                | Nelly Furtado Tim Mosley Nate Hills Timothy "Attitude" Clayton | Timbaland Danja Jim Beanz [a]     | 3:35                         |
| 2.                           | "Maneater"                                                     | Furtado Mosley Hills Beanz                                     | Timbaland Danja Beanz [a]         | 4:25                         |
| 3.                           | "Promiscuous" (hợp tác với Timbaland)                          | Clayton Mosley Furtado Hills                                   | Timbaland Danja Beanz [a]         | 4:02                         |
| 4.                           | "Glow"                                                         | Furtado Mosley Hills Nisan Stewart                             | Timbaland Danja Beanz [a]         | 4:02                         |
| 5.                           | "Showtime"                                                     | Furtado Hills                                                  | Danja Beanz [a]                   | 4:16                         |
| 6.                           | "No Hay Igual"                                                 | Furtado Mosley Hills Stewart                                   | Timbaland Danja Stewart Beanz [a] | 3:36                         |
| 7.                           | "Te Busqué" (hợp tác với Juanes)                               | Furtado Juanes Lester Mendez                                   | Mendez                            | 3:38                         |
| 8.                           | "Say It Right"                                                 | Furtado Mosley Hills                                           | Timbaland Danja Beanz [a]         | 3:43                         |
| 9.                           | "Do It"                                                        | Furtado Mosley Hills                                           | Timbaland Danja Beanz [a]         | 3:42                         |
| 10.                          | "In God's Hands"                                               | Furtado Rick Nowels                                            | Nowels Furtado                    | 4:54                         |
| 11.                          | "Wait for You"                                                 | Furtado Mosley Hills                                           | Timbaland Danja Beanz [a]         | 5:11                         |
| 12.                          | "All Good Things (Come to an End)"                             | Furtado Mosley Chris Martin Hills                              | Timbaland Danja Beanz [a]         | 5:11[b]                      |
| 13.                          | "Te Busqué" (phiên bản tiếng Tây Ban Nha) (hợp tác với Juanes) | Furtado Juanes Mendez                                          | Mendez                            | 3:39                         |
| Tổng thời lượng:             | Tổng thời lượng:                                               | Tổng thời lượng:                                               | Tổng thời lượng:                  | 53:54                        |

| Loose – Phiên bản trên iTunes Store Hoa Kỳ (bản nhạc bổ sung) | Loose – Phiên bản trên iTunes Store Hoa Kỳ (bản nhạc bổ sung) | Loose – Phiên bản trên iTunes Store Hoa Kỳ (bản nhạc bổ sung) | Loose – Phiên bản trên iTunes Store Hoa Kỳ (bản nhạc bổ sung) | Loose – Phiên bản trên iTunes Store Hoa Kỳ (bản nhạc bổ sung) |
| STT                                                           | Nhan đề                                                       | Sáng tác                                                      | Sản xuất                                                      | Thời lượng                                                    |
| ------------------------------------------------------------- | ------------------------------------------------------------- | ------------------------------------------------------------- | ------------------------------------------------------------- | ------------------------------------------------------------- |
| 14.                                                           | "Undercover"                                                  | Furtado Mendez                                                | Mendez                                                        | 3:56                                                          |
| Tổng thời lượng:                                              | Tổng thời lượng:                                              | Tổng thời lượng:                                              | Tổng thời lượng:                                              | 57:50                                                         |

| Loose – Phiên bản tại Vương quốc Anh (bản nhạc bổ sung) | Loose – Phiên bản tại Vương quốc Anh (bản nhạc bổ sung) | Loose – Phiên bản tại Vương quốc Anh (bản nhạc bổ sung) | Loose – Phiên bản tại Vương quốc Anh (bản nhạc bổ sung) | Loose – Phiên bản tại Vương quốc Anh (bản nhạc bổ sung) |
| STT                                                     | Nhan đề                                                 | Sáng tác                                                | Sản xuất                                                | Thời lượng                                              |
| ------------------------------------------------------- | ------------------------------------------------------- | ------------------------------------------------------- | ------------------------------------------------------- | ------------------------------------------------------- |
| 13.                                                     | "Let My Hair Down"                                      | Furtado Eaton West                                      | Track and Field Pogue                                   | 3:38                                                    |
| 14.                                                     | "Somebody to Love"                                      | Furtado Nowels                                          | Nowels Furtado                                          | 4:56                                                    |
| Tổng thời lượng:                                        | Tổng thời lượng:                                        | Tổng thời lượng:                                        | Tổng thời lượng:                                        | 58:49                                                   |

| Loose – Phiên bản tại Châu Âu (bản nhạc bổ sung) | Loose – Phiên bản tại Châu Âu (bản nhạc bổ sung) | Loose – Phiên bản tại Châu Âu (bản nhạc bổ sung) | Loose – Phiên bản tại Châu Âu (bản nhạc bổ sung) | Loose – Phiên bản tại Châu Âu (bản nhạc bổ sung) |
| STT                                              | Nhan đề                                          | Sáng tác                                         | Sản xuất                                         | Thời lượng                                       |
| ------------------------------------------------ | ------------------------------------------------ | ------------------------------------------------ | ------------------------------------------------ | ------------------------------------------------ |
| 12.                                              | "Somebody to Love"                               | Furtado Nowels                                   | Nowels Furtado                                   | 4:56                                             |
| 13.                                              | "All Good Things (Come to an End)"               | Furtado Mosley Martin Hills                      | Timbaland Danja Beanz [a]                        | 5:11                                             |
| Tổng thời lượng:                                 | Tổng thời lượng:                                 | Tổng thời lượng:                                 | Tổng thời lượng:                                 | 55:11                                            |

| Loose – Phiên bản tại Nhật Bản (bản nhạc bổ sung) | Loose – Phiên bản tại Nhật Bản (bản nhạc bổ sung) | Loose – Phiên bản tại Nhật Bản (bản nhạc bổ sung) | Loose – Phiên bản tại Nhật Bản (bản nhạc bổ sung) | Loose – Phiên bản tại Nhật Bản (bản nhạc bổ sung) |
| STT                                               | Nhan đề                                           | Sáng tác                                          | Sản xuất                                          | Thời lượng                                        |
| ------------------------------------------------- | ------------------------------------------------- | ------------------------------------------------- | ------------------------------------------------- | ------------------------------------------------- |
| 11.                                               | "What I Wanted"                                   | Furtado Mendez                                    | Mendez                                            | 3:56                                              |
| 12.                                               | "Wait for You"                                    | Furtado Mosley Hills                              | Timbaland Danja Beanz [a]                         | 5:11                                              |
| 13.                                               | "All Good Things (Come to an End)"                | Furtado Mosley Martin Hills                       | Timbaland Danja Beanz [a]                         | 5:11                                              |
| 14.                                               | "Let My Hair Down"                                | Furtado Gerald Eaton Brian West                   | Track and Field Neal H Pogue                      | 3:38                                              |
| 15.                                               | "Somebody to Love"                                | Furtado Nowels                                    | Nowels Furtado                                    | 4:56                                              |
| Tổng thời lượng:                                  | Tổng thời lượng:                                  | Tổng thời lượng:                                  | Tổng thời lượng:                                  | 62:45                                             |

| Loose – Phiên bản Tour quốc tế | Loose – Phiên bản Tour quốc tế                                          | Loose – Phiên bản Tour quốc tế    | Loose – Phiên bản Tour quốc tế | Loose – Phiên bản Tour quốc tế |
| STT                            | Nhan đề                                                                 | Sáng tác                          | Sản xuất                       | Thời lượng                     |
| ------------------------------ | ----------------------------------------------------------------------- | --------------------------------- | ------------------------------ | ------------------------------ |
| 12.                            | "Somebody to Love"                                                      | Furtado Nowels                    | Nowels Furtado                 | 4:56                           |
| 13.                            | "All Good Things (Come to an End)"                                      | Furtado Mosley Chris Martin Hills | Timbaland Danja Beanz [a]      | 5:11                           |
| 14.                            | "Let My Hair Down"                                                      | Furtado Eaton West                | Track and Field Pogue          | 3:38                           |
| 15.                            | "Undercover"                                                            | Furtado Mendez                    | Mendez                         | 3:56                           |
| 16.                            | "Runaway"                                                               |                                   |                                | 4:16                           |
| 17.                            | "Te Busqué" (phiên bản tiếng Tây Ban Nha) (hợp tác với Juanes)          |                                   |                                | 3:38                           |
| 18.                            | "No Hay Igual" (hợp tác với Calle 13)                                   |                                   |                                | 3:39                           |
| 19.                            | "All Good Things (Come to an End)" (hợp tác với Rae Garvey)             | Furtado Mosley Chris Martin Hills | Timbaland Danja Beanz [a]      | 3:56                           |
| 20.                            | "Crazy" (Radio 1 Live Lounge Session)                                   |                                   |                                | 3:23                           |
| 21.                            | "Maneater" (Trực tiếp từ Sprint Music Series)                           | Furtado Mosley Hills Beanz        | Timbaland Danja Beanz [a]      | 3:00                           |
| 22.                            | "Promiscuous" (hợp tác với Saukrates) (Trực tiếp tại The Orange Lounge) | Clayton Mosley Furtado Hills      | Timbaland Danja Beanz [a]      | 4:05                           |
| Tổng thời lượng:               | Tổng thời lượng:                                                        | Tổng thời lượng:                  | Tổng thời lượng:               | 58:49                          |

| Loose – Phiên bản nhạc số mở rộng Kỷ niệm 15 năm | Loose – Phiên bản nhạc số mở rộng Kỷ niệm 15 năm                           | Loose – Phiên bản nhạc số mở rộng Kỷ niệm 15 năm |
| STT                                              | Nhan đề                                                                    | Thời lượng                                       |
| ------------------------------------------------ | -------------------------------------------------------------------------- | ------------------------------------------------ |
| 1.                                               | "Afraid" (hợp tác với Attitude)                                            | 3:35                                             |
| 2.                                               | "Maneater"                                                                 | 4:18                                             |
| 3.                                               | "Promiscuous Interlude" (hợp tác với Timbaland)                            | 0:06                                             |
| 4.                                               | "Promiscuous" (hợp tác với Timbaland)                                      | 4:02                                             |
| 5.                                               | "Glow"                                                                     | 4:02                                             |
| 6.                                               | "Showtime"                                                                 | 4:04                                             |
| 7.                                               | "No Hay Igual Interlude" (hợp tác với Timbaland)                           | 0:11                                             |
| 8.                                               | "No Hay Igual"                                                             | 3:35                                             |
| 9.                                               | "Te Busqué" (hợp tác với Juanes)                                           | 3:38                                             |
| 10.                                              | "Say It Right"                                                             | 3:43                                             |
| 11.                                              | "Do It"                                                                    | 3:41                                             |
| 12.                                              | "In God's Hands"                                                           | 4:12                                             |
| 13.                                              | "Wait for You Interlude" (hợp tác với Timbaland)                           | 0:41                                             |
| 14.                                              | "Wait for You"                                                             | 5:11                                             |
| 15.                                              | "All Good Things (Come to an End)"                                         | 5:41                                             |
| 16.                                              | "Te Busqué" (phiên bản tiếng Tây Ban Nha) (hợp tác với Juanes)             | 3:38                                             |
| 17.                                              | "Let My Hair Down"                                                         | 3:38                                             |
| 18.                                              | "Somebody to Love"                                                         | 4:56                                             |
| 19.                                              | "Undercover"                                                               | 3:55                                             |
| 20.                                              | "What I Wanted"                                                            | 3:56                                             |
| 21.                                              | "Runaway"                                                                  | 4:16                                             |
| 22.                                              | "Crazy" (Radio 1 Live Lounge Session)                                      | 3:23                                             |
| 23.                                              | "Do It" (hợp tác với Missy Elliott)                                        | 3:26                                             |
| 24.                                              | "All Good Things (Come to an End)" (Spanish Version)                       | 4:24                                             |
| 25.                                              | "En las Manos de Dios"                                                     | 4:13                                             |
| 26.                                              | "In God's Hands" (Single Version) (hợp tác với Keith Urban)                | 4:34                                             |
| 27.                                              | "Say It Right" (Reggae Main Mix) (hợp tác với Courtney John)               | 4:00                                             |
| 28.                                              | "No Hay Igual" (hợp tác với Calle 13)                                      | 3:39                                             |
| 29.                                              | "Promiscuous" (Axwell Remix) (hợp tác với Timbaland)                       | 6:01                                             |
| 30.                                              | "Promiscuous" (Crossroads Vegas Mix) (hợp tác với Timbaland and Mr. Vegas) | 3:53                                             |
| 31.                                              | "Promiscuous" (The Josh Desi Remix) (hợp tác với Timbaland)                | 4:28                                             |
| 32.                                              | "All Good Things (Come to an End)" (Nelly Furtado x Quarterhead/Remix)     | 3:05                                             |

Ghi chú
- ^a  nghĩa là sản xuất giọng hát
- ^b  "All Good Things (Come to an End)" có độ dài 5:41 trong phiên bản tại Canada, và bao gồm một thông điệp từ Furtado ở cuối bài hát.

## Xếp hạng
| Bảng xếp hạng (2006–2007)                | Vị trí cao nhất |
| ---------------------------------------- | --------------- |
| Album Úc (ARIA)                          | 4               |
| Album Úc Urban (ARIA)                    | 1               |
| Album Áo (Ö3 Austria)                    | 1               |
| Album Bỉ (Ultratop Vlaanderen)           | 1               |
| Album Bỉ (Ultratop Wallonie)             | 6               |
| Album Canada (Billboard)                 | 1               |
| Album Cộng hòa Séc (ČNS IFPI)            | 2               |
| Album Đan Mạch (Hitlisten)               | 4               |
| Album Hà Lan (Album Top 100)             | 2               |
| Album Châu Âu (Billboard)                | 1               |
| Album Phần Lan (Suomen virallinen lista) | 4               |
| Album Pháp (SNEP)                        | 5               |
| Album Đức (Offizielle Top 100)           | 1               |
| Album Hy Lạp (IFPI Greece)               | 2               |
| Album Hungaria (MAHASZ)                  | 1               |
| Album Ireland (IRMA)                     | 1               |
| Album Ý (FIMI)                           | 3               |
| Album Nhật Bản (Oricon)                  | 42              |
| Album Mexico (Top 100 Mexico)            | 14              |
| Album New Zealand (RMNZ)                 | 1               |
| Album Na Uy (VG-lista)                   | 4               |
| Album Ba Lan (ZPAV)                      | 1               |
| Album Bồ Đào Nha (AFP)                   | 3               |
| Album Scotland (OCC)                     | 7               |
| Album Tây Ban Nha (PROMUSICAE)           | 12              |
| Album Thụy Điển (Sverigetopplistan)      | 6               |
| Album Thụy Sĩ (Schweizer Hitparade)      | 1               |
| Album Đài Loan (Five Music)              | 7               |
| Album Anh Quốc (OCC)                     | 4               |
| Album Hoa Kỳ Billboard 200               | 1               |

| Bảng xếp hạng (2000–2009)    | Vị trí |
| ---------------------------- | ------ |
| Album Áo (Ö3 Austria)        | 34     |
| Album Hà Lan (Album Top 100) | 97     |

| Bảng xếp hạng (2006)                     | Vị trí |
| ---------------------------------------- | ------ |
| Album Úc (ARIA)                          | 44     |
| Album Úc Urban (ARIA)                    | 4      |
| Album Áo (Ö3 Austria)                    | 36     |
| Album Bỉ (Ultratop Flanders)             | 69     |
| Album Hà Lan (Album Top 100)             | 60     |
| Album Châu Âu (Billboard)                | 13     |
| Album Pháp (SNEP)                        | 148    |
| Album Đức (Offizielle Top 100)           | 11     |
| Album Hy Lạp Quốc tế (IFPI)              | 39     |
| Album Ý (FIMI)                           | 62     |
| Album Mexico (AMPROFON)                  | 63     |
| Album Thụy Sĩ (Schweizer Hitparade)      | 9      |
| Album Anh Quốc (OCC)                     | 39     |
| Hoa Kỳ Billboard 200                     | 64     |
| Album Toàn cầu (IFPI)                    | 13     |
| Bảng xếp hạng (2007)                     | Vị trí |
| Album Úc (ARIA)                          | 25     |
| Album Úc Urban (ARIA)                    | 5      |
| Album Áo (Ö3 Austria)                    | 3      |
| Album Bỉ (Ultratop Flanders)             | 8      |
| Album Bỉ (Ultratop Wallonia)             | 14     |
| Album Hà Lan (Album Top 100)             | 11     |
| Album Châu Âu (Billboard)                | 1      |
| Album Phần Lan (Suomen virallinen lista) | 13     |
| Album Pháp (SNEP)                        | 19     |
| Album Đức (Offizielle Top 100)           | 1      |
| Album Hungaria (MAHASZ)                  | 5      |
| Album Ireland (IRMA)                     | 13     |
| Album Ý (FIMI)                           | 14     |
| Album New Zealand (RMNZ)                 | 18     |
| Album Thụy Điển (Sverigetoplistan)       | 13     |
| Album Thụy Sĩ (Schweizer Hitparade)      | 1      |
| Album Anh Quốc (OCC)                     | 14     |
| Hoa Kỳ Billboard 200                     | 32     |
| Album Toàn cầu (IFPI)                    | 13     |
| Bảng xếp hạng (2008)                     | Vị trí |
| Album Úc Urban (ARIA)                    | 40     |
| Album Châu Âu (Billboard)                | 87     |
| Album Đức (Offizielle Top 100)           | 60     |
| Album Anh Quốc (OCC)                     | 193    |
| Bảng xếp hạng (2021)                     | Vị trí |
| Album Bỉ (Ultratop Flanders)             | 187    |
| Bảng xếp hạng (2022)                     | Vị trí |
| Album Bỉ (Ultratop Flanders)             | 143    |
| Bảng xếp hạng (2023)                     | Vị trí |
| Album Bỉ (Ultratop Flanders)             | 121    |
| Bảng xếp hạng (2024)                     | Vị trí |
| Album Bỉ (Ultratop Flanders)             | 107    |

## Chứng nhận
| Quốc gia | Chứng nhận  | Số đơn vị/doanh số chứng nhận |
| --- | ----------- | ----------------------------- |
| Úc (ARIA) | 2× Bạch kim | 140.000^                      |
| Áo (IFPI Áo) | 2× Bạch kim | 60.000*                       |
| Bỉ (BEA) | 2× Bạch kim | 100.000*                      |
| Brasil (Pro-Música Brasil) | Vàng        | 30.000*                       |
| Canada (Music Canada) | 6× Bạch kim | 600.000‡                      |
| Đan Mạch (IFPI Đan Mạch) | 4× Bạch kim | 80.000‡                       |
| Phần Lan (Musiikkituottajat) | Vàng        | 18,800                        |
| Pháp (SNEP) | Bạch kim    | 200.000*                      |
| Đức (BVMI) | 6× Bạch kim | 1.800.000‡                    |
| Hy Lạp (IFPI Hy Lạp) | Vàng        | 7.500^                        |
| Hungary (Mahasz) | 2× Bạch kim | 20.000^                       |
| Ireland (IRMA) | Bạch kim    | 15.000^                       |
| Ý (FIMI) | —           | 180,400                       |
| México (AMPROFON) | Vàng        | 50.000^                       |
| Hà Lan (NVPI) | Bạch kim    | 70.000^                       |
| New Zealand (RMNZ) | 3× Bạch kim | 45.000^                       |
| Na Uy (IFPI) | Bạch kim    | 40.000*                       |
| Ba Lan (ZPAV) | Kim cương   | 100.000*                      |
| Bồ Đào Nha (AFP) | 2× Bạch kim | 40.000^                       |
| Romania (UFPR) | 3× Bạch kim | —                             |
| Nga (NFPF) | 7× Bạch kim | 140.000*                      |
| Singapore (RIAS) | Vàng        | 5.000*                        |
| Tây Ban Nha (PROMUSICAE) | Vàng        | 40.000^                       |
| Thụy Điển (GLF) | Vàng        | 30.000^                       |
| Thụy Sĩ (IFPI) | 5× Bạch kim | 150.000^                      |
| Anh Quốc (BPI) | 4× Bạch kim | 1.200.000‡                    |
| Hoa Kỳ (RIAA) | 3× Bạch kim | 3.000.000‡                    |
| Tổng hợp |             |                               |
| Châu Âu (IFPI) | 3× Bạch kim | 3.000.000*                    |
| Toàn cầu | —           | 12,000,000                    |
| * Chứng nhận dựa theo doanh số tiêu thụ. ^ Chứng nhận dựa theo doanh số nhập hàng. ‡ Chứng nhận dựa theo doanh số tiêu thụ và phát trực tuyến. |             |                               |

## Lịch sử phát hành
| Khu vực        | Ngày              | Phiên bản       | Hãng đĩa        | Ct.     |
| -------------- | ----------------- | --------------- | --------------- | ------- |
| Nhật Bản       | 7 tháng 6, 2006   | Tiêu chuẩn      | Universal Music | [ 110 ] |
| New Zealand    | 8 tháng 6, 2006   | Tiêu chuẩn      | Universal Music | [ 111 ] |
| Bồ Đào Nha     | 8 tháng 6, 2006   | Tiêu chuẩn      | Universal Music | [ 112 ] |
| Áo             | 9 tháng 6, 2006   | Tiêu chuẩn      | Universal Music | [ 113 ] |
| Đức            | 9 tháng 6, 2006   | Tiêu chuẩn      | Universal Music | [ 113 ] |
| Thụy Sĩ        | 9 tháng 6, 2006   | Tiêu chuẩn      | Universal Music | [ 113 ] |
| Vương quốc Anh | 12 tháng 6, 2006  | Tiêu chuẩn      | Polydor         | [ 114 ] |
| Thụy Điển      | 14 tháng 6, 2006  | Tiêu chuẩn      | Universal Music | [ 115 ] |
| Canada         | 20 tháng 6, 2006  | Tiêu chuẩn      | Universal Music | [ 116 ] |
| Hoa Kỳ         | 20 tháng 6, 2006  | Tiêu chuẩn      | Geffen          | [ 117 ] |
| Pháp           | 26 tháng 6, 2006  | Tiêu chuẩn      | Universal Music | [ 118 ] |
| Úc             | 8 tháng 7, 2006   | Tiêu chuẩn      | Universal Music | [ 119 ] |
| Bồ Đào Nha     | 12 tháng 12, 2006 | Độc quyền       | Universal Music | [ 112 ] |
| Bồ Đào Nha     | 1 tháng 3, 2007   | Tour            | Universal Music | [ 112 ] |
| Áo             | 2 tháng 3, 2007   | Tour            | Universal Music | [ 120 ] |
| Đức            | 2 tháng 3, 2007   | Tour            | Universal Music | [ 120 ] |
| Thụy Sĩ        | 2 tháng 3, 2007   | Tour            | Universal Music | [ 120 ] |
| New Zealand    | 12 tháng 3, 2007  | Tour            | Universal Music | [ 121 ] |
| Canada         | 20 tháng 3, 2007  | Tour            | Universal Music | [ 122 ] |
| Áo             | 13 tháng 7, 2007  | Giới hạn Mùa hè | Universal Music | [ 123 ] |
| Germany        | 13 tháng 7, 2007  | Giới hạn Mùa hè | Universal Music | [ 123 ] |
| Thụy Sĩ        | 13 tháng 7, 2007  | Giới hạn Mùa hè | Universal Music | [ 123 ] |
| Nhiều          | 4 tháng 6, 2021   | Mở rộng         | Universal Music | [ 124 ] |